# 後藤沙緒里
後藤 沙緒里（ごとう さおり、1987年1月8日 - ）は、日本の女性声優、歌手。アクロスエンタテインメント所属。神奈川県横浜市出身。

## 経歴
少女時代に憧れていた職業は動植物をお世話する仕事、神職に憧れていたという。
中学時代に演劇部に入部し、「お芝居はいいな」と考えており、演劇部での活動が厳しく楽しかったこともあったという。
高校時代に「どんな感じかな」と思い、軽い気持ちで応募していた2002年、ブロッコリーの企画ユニットである「G.G.F.」の第2期オーディションに合格。デビューを果たした。G.G.F.在籍中、井口裕香と「airyth」を結成する。
2003年、『ギャラクシーエンジェル』の新登場キャラクターである烏丸ちとせ役に抜擢され注目を集める。その後は、エンジェル隊としてラジオ番組『エンジェルLOVE』やテレビ番組『GATV』などのパーソナリティを務める。
2005年1月、体調を崩し入院したため『バレンタインコンサート2005』と『GAミュージカル』を欠席。同年5月、G.G.F.卒業。卒業後はブロッコリー預かりから、新たに設立された事務所g-stellaに所属。2007年1月8日から81プロデュースに所属することとなった。
2010年4月16日、GREEにおいて公式ブログを開設するが、翌年11月15日の更新を最後にこれを閉鎖。2013年2月18日、アメーバブログにおいて公式ブログを再開する。
2014年10月31日付で81プロデュースを退所し、フリーで活動。
2020年8月1日、トイズファクトリーへ所属することを自身のブログ、Instagramで報告。
2022年8月31日、所属事務所・トイズファクトリーを退所したことを発表し、本人が自身のTwitterでフリーで活動してゆくことを発表した。
2023年6月、アクロスエンタテインメントに所属となった。

## 人物・エピソード
後藤が舞台系の仕事を休業中の間は、ミュージカルでの烏丸ちとせ役はG.G.F.のメンバーである中山恵里奈が代役で出演した。
高校時代は主にパン屋のアルバイトをしていた。
座右の銘は「山より大きい獅子はない」、「勝って兜の緒を締めろ」。

## 出演
太字はメインキャラクター。

### テレビアニメ
2003年
- デ・ジ・キャラットにょ（ビクトリア・エリザベス）

2004年
- ギャラクシーエンジェルX（烏丸ちとせ）

2005年
- こいこい7（飛鳥ヤヨイ）
- ローゼンメイデン シリーズ（2005年 - 2006年、薔薇水晶） - 1シリーズ + 特別編

2006年
- ギャラクシーエンジェる〜ん（烏丸ちとせ）
- Strawberry Panic（鬼屋敷桃実）
- それいけ!アンパンマン（フーちゃん〈2代目〉）
- ときめきメモリアル Only Love（椎名あやめ）
- 落語天女おゆい（月島唯）
- RED GARDEN（ジェシカ）

2007年
- エル・カザド（修道女B）
- Over Drive（観客）
- さよなら絶望先生（2007年 - 2009年、加賀愛） - 3シリーズ
- 獣装機攻ダンクーガノヴァ（ルゥ・リルリ）
- スカイガールズ（園宮可憐）
- ぜんまいざむらい（押入れわらこ、赤ちゃん）
- ZOMBIE-LOAN（久世霜月）
- ゼロ デュエル・マスターズ（ロボ3号、選手D、女の子）
- トレジャーガウスト（ミサキ）
- BACCANO! -バッカーノ!-（メリー・ベリアム）
- ハヤテのごとく!（2007年 - 2013年、シャルナ・アーラムギル、少女、レポーター、生徒B、お姉さん 他） - 4シリーズ
- PRISM ARK（オルツィ、女性）
- ぷるるんっ!しずくちゃん（2007年 - 2008年、チャイーラ姫） - 2シリーズ
- みなみけ（2007年 - 2013年、ケイコ） - 4シリーズ
- 流星のロックマン トライブ（ハヤヤ）
- ルビー・グルーム（ミザリー）

2008年
- スケアクロウマン（女の子）
- 絶対可憐チルドレン（ヤエコ、オペレーター、女子）
- テレパシー少女 蘭（由美）
- とらドラ!（インコちゃん、濱田瀬奈、ソフト部員、通行人A、毘沙門天国店員 他）
- のだめカンタービレ シリーズ（2008年 - 2010年、マリア役の子、女性奏者B、少女A） - 2シリーズ
- のらみみ2（ミチル）
- 破天荒遊戯（マデイラの妹）
- ペンギンの問題（2008年 - 2013年、松井ゆみ、岡本チャック、子供A、110号、キャスター） - 4シリーズ
- 無限の住人（少女）
- MAJOR 4th season（場内アナウンス）
- ロザリオとバンパイア（側近〈少女〉 / でしでし子） - 2シリーズ

2009年
- イナズマイレブン（荒谷紺子）
- 極上!!めちゃモテ委員長（伊藤理沙）
- ゴルゴ13（銀行員）
- 大正野球娘。（菊坂胡蝶）
- 戦う司書 The Book of Bantorra（クモラ）
- NEEDLESS（セツナ）
- PandoraHearts（メイド）
- FAIRY TAIL（2009年 - 2024年、プルー / ニコラ、メルディ、ニコ、ライブラ） - 4シリーズ
- まりあ†ほりっく（2009年 - 2011年、稲森弓弦） - 2シリーズ

2010年
- エレメントハンター（オペレーター）
- 食パンミミー（バタちゃん）
- 心霊探偵 八雲（少女の声、真由子）
- ひだまりスケッチ シリーズ（2010年 - 2012年、英語の先生、なずなのお母さん） - 2シリーズ
- 百花繚乱 サムライガールズ（2010年 - 2013年、服部半蔵） - 2シリーズ
- ポケットモンスター ダイヤモンド&パール（マミイ）
- れでぃ×ばと!（紅小路桜子）

2011年
- 快盗天使ツインエンジェル〜キュンキュン☆ときめきパラダイス!!〜（戸持娘）
- C（Q、三國貴子）
- STEINS;GATE（2011年 - 2018年、桐生萌郁） - 2シリーズ
- Suzy's Zoo だいすき! ウィッツィー（エリーファント）
- ダンタリアンの書架（女子B）
- ドラえもん（テレビ朝日版第2期）（彼女）
- バクマン。（さをり）
- はっぴ〜カッピ（持田あん）
- 夢喰いメリー（パティ・スリーピース）
- ゆるゆり（2011年 - 2015年、松本りせ） - 3シリーズ + 特別編

2012年
- カードファイト!! ヴァンガード シリーズ（2012年 - 2019年、シャーリーン・チェン） - 6シリーズ
- 咲-Saki- シリーズ（2012年 - 2014年、小鍛治健夜） - 2シリーズ
- じょしらく（暗落亭苦来）
- 武装神姫（フキのマスター）

2013年
- ゴールデンタイム（さおちゃん）
- 閃乱カグラ（2013年 - 2018年、未来） - 2シリーズ
- プリティーリズム・レインボーライブ（小鳥遊おとは）

2014年
- ガールフレンド（仮）（黒川凪子）
- 金田一少年の事件簿R（夕凪はるか）
- ヒーローバンク（女将）
- ロボットガールズZ（キングダンX10）

2015年
- 下ネタという概念が存在しない退屈な世界（不破氷菓）
- 食戟のソーマ（2015年 - 2018年、貞塚ナオ） - 4シリーズ
- レーカン!（相沢さん）

2016年
- Lostorage incited WIXOSS（2016年 - 2018年、グズ子） - 2シリーズ

2018年
- プラネット・ウィズ（白石こがね）
- イナズマイレブン アレスの天秤（荒谷紺子）

2022年
- このヒーラー、めんどくさい（ドリアード）
- デジモンゴーストゲーム（詩織）
- チェンソーマン（蜘蛛の悪魔）

2024年
- 魔法使いになれなかった女の子の話（レモーネ＝ジューシー）
- 村井の恋（西藤悠加）
- やり直し令嬢は竜帝陛下を攻略中（女神クレイトス）

### 劇場アニメ
2000年代
- 真救世主伝説 北斗の拳 ラオウ伝 激闘の章（2007年）
- 劇場版ペンギンの問題 幸せの青い鳥でごペンなさい（2009年、松井ゆみ）

2010年代
- やさいのようせい N.Y.SALAD The Movie 3D（2010年、レタス）
- 劇場版 STEINS;GATE 負荷領域のデジャヴ（2013年、桐生萌郁）
- 劇場版 プリティーリズム・オールスターセレクション プリズムショー☆ベストテン（2014年、小鳥遊おとは）
- 劇場版 カードファイト!! ヴァンガード ネオンメサイア（2014年、シャーリーン・チェン）
- 劇場版 FAIRY TAIL -DRAGON CRY-（2017年、プルー）
- KING OF PRISM -PRIDE the HERO-（2017年、小鳥遊おとは）
- 劇場版 プリパラ&キラッとプリ☆チャン 〜きらきらメモリアルライブ〜（2018年、小鳥遊おとは）

2020年代
- KING OF PRISM ALL STARS -プリズムショー☆ベストテン-（2020年、シュワルツ親衛隊）

### OVA
2003年
- アクエリアンエイジ Saga II 〜Don't forget me…〜（少女の弟）

2006年
- スカイガールズ（園宮可憐）
- デッドガールズ（生徒B）

2008年
- さよなら絶望先生（2008年 - 2009年、加賀愛） - 2シリーズ

2009年
- AIKa ZERO（水澄）
- ハヤテのごとく!! アツがナツいぜ 水着編!（シャルナ・アーラムギル）
- みなみけ（2009年 - 2013年、ケイコ） - コミックス第6・10・11巻限定版

2010年
- 限定少女。（安藤そあこ）

2011年
- 食パンミミー 焼きたて編（バタちゃん）
- FAIRY TAIL（2011年 - 2013年、プルー / ニコラ） - コミックス第26・27・39巻限定版

2012年
- わんおふ -one off-（汐崎春乃）

2013年
- じょしらく（暗落亭苦来） - 原作第5巻OAD付き特装版

2014年
- ゆるゆり なちゅやちゅみ!（松本りせ）

2015年
- 咲日和（小鍛治健夜）
- 閃乱カグラ ESTIVAL VERSUS -水着だらけの前夜祭-（未来）
- 僕らはみんな河合荘（安藤）
- 百花繚乱 サムライアフター（服部半蔵）

2016年
- クイーンズブレイド グリムワール 第2巻「輪舞、夢見る人魚姫」（ティーナ）

2023年
- OVA アズールレーン Queen's Orders（ニューカッスル）

### Webアニメ
- イナズマイレブン アウターコード（2016年、荒谷紺子）
- 食べちゃったっていいのにな!（2018年、りんか〈りんどう〉[40][41]）
- みにゆり（2019年、松本りせ）

### ゲーム
2003年
- GALAXY ANGEL シリーズ（2003年 - 2005年、烏丸ちとせ） - 3作品

2004年
- pop'n music 12 いろは（みここ）

2005年
- アクエリアンエイジOnline（クラリス・パラケルスス）
- イース -ナピシュテムの匣-（イーシャ）
- CROSS WORLD 見知らぬ空のエターティア（オニキス、真珠）
- 空色の風琴 Remix（ミレット）
- Twelve〜戦国封神伝〜（青葉・マサヒメ）
- プリンセスコンチェルト（ステラ）

2006年
- GALAXY ANGEL II シリーズ（2006年 - 2009年、烏丸ちとせ） - 3作品
- メタルギアソリッド ポータブル・オプス / +（2006年 - 2007年、エルザ / ウルスラ） - 2作品
- 闇夜にささやく〜探偵 相楽恭一郎〜（桐谷佳奈子）
- REC☆ドキドキ声優パラダイス☆（雪路あかり）

2007年
- アルトネリコ2 世界に響く少女たちの創造詩（アマリエ・ジェラード）
- ローゼンメイデン ゲベートガルテン（薔薇水晶）

2008年
- R20★萌え牌（みこと）
- 零 月蝕の仮面（月森円香）
- ペンギンの問題 最強ペンギン伝説!（松井ゆみ）
- レッスルエンジェルス SURVIVOR 2（星野ちよる、栗浜亜魅）

2009年
- STEINS;GATE シリーズ（2009年 - 2018年、桐生萌郁） - 5作品
- 大正野球娘。〜乙女達乃青春日記〜（菊坂胡蝶）
- とらドラ・ポータブル!（インコちゃん）
- NUGA-CEL!（2009年 - 2010年、セレナ） - 2作品
- メタルファイト ベイブレード ガチンコスタジアム（白鳥マリコ）

2010年
- アイラオンライン（ラジオチェット）
- Solatorobo それからCODAへ（エル・メリゼ）
- ときめきメモリアル Girl's Side 3rd Story（2010年 - 2012年、宇賀神みよ） - 2作品
- .hack//Link（アルフ、カホ）

2011年
- イナズマイレブン ストライカーズ（2011年 - 2012年、荒谷紺子） - 3作品
- 快盗天使ツインエンジェル〜時とセカイの迷宮〜（戸持娘）
- 閃乱カグラ シリーズ（2011年 - 2018年、未来） - 10作品
- LEGEND of VALHALLA（セレス）

2012年
- 王と魔王と7人の姫君たち 〜新・王様物語〜（シズカ）
- 逢魔時〜怪談ロマンス〜（梨畑和歌子）
- ガールフレンド（仮）（黒川凪子）
- 新・剣と魔法と学園モノ。刻の学園（マーチン）
- はち恋（小西陽奈）
- FAIRY TAIL ゼレフ覚醒（メルディ）
- ラブ☆トレ〜Sweet〜（一ノ瀬明日菜）

2013年
- 英雄伝説 閃の軌跡（2013年 - 2018年、エリゼ・シュバルツァー） - 4作品
- カードファイト!! ヴァンガード ライド トゥ ビクトリー!!（シャーリーン・チェン）
- CONCEPTIONII 七星の導きとマズルの悪夢（ナリカ）
- 神撃のバハムート（アイテール）
- 黄昏時〜怪談ロマンス〜（梨畑和歌子）
- プリティーリズム（おとは）
- 嫁コレ（暗落亭苦来）

2014年
- カードファイト!! ヴァンガード ロック オン ビクトリー!!（天城スバル）
- CV 〜キャスティングボイス〜（星冥子）
- グランブルーファンタジー（2014年 - 2023年、ジャスミン）
- グリモア〜私立グリモワール魔法学園〜→グリモアA〜私立グリモワール魔法学園〜（2014年 - 2019年、白藤香ノ葉）
- ゴールデンタイム Vivid Memories（さおちゃん）
- ロボットガールズZ ONLINE（キングダンX10）

2015年
- ヴァリアントナイツ（マリエッタ）
- ガールフレンド（仮） きみと過ごす夏休み（黒川凪子）
- ポップアップストーリー 魔法の本と聖樹の学園（モニカ・グレイス）
- ロイヤルフラッシュヒーローズ（エステラ・セルバンテス）

2016年
- エンドライド -X fragments-（オフェリア）
- 討鬼伝2（真鶴）
- ファンタジーウォータクティクス（ドミニク）

2017年
- グランドサマナーズ（イリス）

2018年
- アナザーエデン 時空を超える猫（ホオズキ）

2019年
- かんぱに☆ガールズ（ロゼ・ドルイユ）
- 荒野のコトブキ飛行隊 大空のテイクオフガールズ!（オボロ）
- ファイアーエムブレム ヒーローズ（2019年 - 2024年、イレース）
- ブラッドステインド:リチュアル・オブ・ザ・ナイト（グレモリー、ブラッドレス）

2020年
- 神田川JET GIRLS（未来）
- 英雄伝説 創の軌跡（エリゼ・シュバルツァー）
- 百花繚乱 -パッションワールド（服部半蔵）
- アークナイツ（ウィスパーレイン）
- 永遠の7日（アレクシア）

2022年
- ヴェルヴェット・コード（フッド、グローウォーム）
- ブルーアーカイブ -Blue Archive-（2022年 - 2023年、古関ウイ）

2024年
- ファントム オブ キル -オルタナティブ・イミテーション-（ガ・ボー）

### ドラマCD
2004年
- ギャラクシーエンジェル ドラマCD「Angel Scramble Junction」（烏丸ちとせ）
- ラジオドラマCD「金のギャラクシーエンジェル」（烏丸ちとせ）
- ラジオドラマCD「銀のギャラクシーエンジェル」（烏丸ちとせ）
- ギャラクシーエンジェル ドラマCD 赤〜TV-G篇〜（烏丸ちとせ）
- ギャラクシーエンジェル ドラマCD 白〜A-TV篇〜（烏丸ちとせ）
- ギャラクシーエンジェル ドラマCD 黒〜裏番組〜（烏丸ちとせ）

2005年
- 瀬戸の花嫁（委員長）
- 1年777組（服部しのぶ）
- こいこい7 ドラマCD全三巻（飛鳥ヤヨイ）
- 萌音（松浦萌）

2006年
- Strawberry Panic（鬼屋敷桃実）
- WILD LIFE（看護師）
- 桃組プラス戦記（2006年 - ？年、雉乃木雪代）
- ローゼンメイデン トロイメント シリーズ（2006年 - 2007年、薔薇水晶）
- ときめきメモリアル Only Love キャラクターシングル Vol.1 天宮小百合（椎名あやめ）※ミニドラマ部分

2007年
- webラジ voice theater ときめきメモリアル Only Love EXTRA STORY〜ときめきの雪〜（椎名あやめ）
- 鋼殻のレギオス（メイシェン・トリンデン）
- ヴァンパイア騎士 ムーンライトCD-PACK（女子生徒）

2008年
- さよなら絶望先生 ドラマCD 絶望劇場（加賀愛、音無芽留の携帯電話の声）
- まりあ†ほりっく（稲森弓弦）※単行本付録ドラマCD
- おと×まほ（来栖真帆）
- アルトネリコ2 世界に響く少女たちの創造詩 ドラマCD Vol.4 side Extra（アマリエ）
- とらドラ! Drama CD Vol.1 - 3 （2008年 - 2009年、インコちゃん）

2009年
- ウソツキと犬神憑き 予約特典スペシャルドラマCD（水島珊瑚）
- TVアニメ「大正野球娘。」ドラマCD（菊坂胡蝶）
- TVアニメ「まりあ†ほりっく」ドラマCD（稲森弓弦）
- ドラマCD キミのすべて（菊間）
- EREMENTAR GERAD The original（エンディー / エンディビ・ディリーパン）
- SH@PPLE -しゃっぷる-（女生徒）
- 初恋限定。〜恋せよ乙女！ドキドキ☆カーニバル〜（安藤そあこ）
- みなみけ ドラマCDシリーズ（2009年 - 2013年、ケイコ） - 2作品
- ホーリートーカー（キャスト表記なし）
- ドラマCD バス走る。「忘れ名ヶ岡停留所」（ユカ）
- H+P -ひめぱら-（カリギュラ）
- イースVII プロローグ ドラマCD 〜綴られざる冒険譚〜（イーシャ）※Ys SEVEN初回限定版付録
- アクエリアンエイジ10thアニバーサリードラマCD2〜我が種族の繁栄の為なら、ひと肌脱ごう。〜（ビアンカ）

2010年
- 今日もなお執事（加賀都）
- じょしらく 単行本第壱巻特別版付属 キャラ落語CD（暗落亭苦来）
- -ヒトガタナ-（天羽々斬）
- STEINS;GATE シリーズ（2010年 - 2012年、桐生萌郁）
  - ドラマCD γ『暗黒次元のハイド』ダイバージェンス2.615074%
  - 幻視空間のリユニオン
  - 夢幻泡影のバケーション

- Re:バカは世界を救えるか?（桐咲兎乃）

2011年
- キリノセカイ（ミア）

2012年
- らぶバト! 2nd Attack（八雲凍子）

2013年
- Glass Heart Princess:PLATINUM ドラマCD〜時をかけて来た少女〜（ミニお嬢様）

2015年
- めぐる季節のなかで 春冬編 / 夏秋編（ガーネット）
- ドラマCD クロウズヤードJ トラブル・ジャンクション（チャイカ・サトウ / ミール・サトウ）
- 魔法少女育成計画 in Dreamland（プフレ）

2017年
- あにめたまえ！天声の巫女 外伝ボイスドラマ「雷神委員長はらら 妖怪風紀取締！」（ブルトゥンギン）

### 特撮
- ケータイ捜査官7（2008年、フォンブレイバー4の声）

### 吹き替え

#### 映画
- キングダム/見えざる敵

#### ドラマ
- ROME［ローマ］（2007年）

#### アニメ
- ルビー・グルーム（2007年、ミザリー）
- フィニアスとファーブ（2008年、ジェニー）
- きかんしゃトーマス（2008年 - 2009年、アニー、クララベル）

### アプリ
- 美声時計2（2010年）
- RENT HEAD（2010年、七尾C菜[76]）

### パチンコ・パチスロ機
2011年
- サムライスピリッツ鬼（いろは）

2012年
- シンデレラブレイド（レイラ〈シンデレラ〉）

2013年
- CR百花繚乱 サムライガールズ（服部半蔵）
- CRセクシーフォール（藍）
- スカイガールズ〜よろしく!ゼロ〜（園宮可憐）

2015年
- スカイガールズ〜ゼロ、ふたたび〜（園宮可憐）
- 想定科学パチスロ STEINS;GATE 廻転世界のインダクタンス（桐生萌郁）
- パチスロ百花繚乱 サムライガールズ（服部半蔵）

2016年
- パチンコCR閃乱カグラ（未来）

2017年
- パチスロ閃乱カグラ（未来）
- パチスロ ガールフレンド（仮）〜聖櫻学園メモリアル〜（黒川凪子）
- 想定科学パチスロ STEINS;GATE 廻転世界のインダクタンス ランヴォア（桐生萌郁）

2018年
- CR STEINS;GATE（桐生萌郁）
- CR百花繚乱 サムライブライド（服部半蔵）

### ラジオ
※はインターネット配信。
2000年代
- 後藤沙緒里のぽわぽわ日記（2003年）
- エンジェルLOVE（2003年 - 2005年、ラジオ大阪）
- airyth INTERNET RADIO（2003年 - 2005年、声優Wave）
- 後藤沙緒里の緑のささやき（2004年 - 2005年、文化放送）
- 萌音 放課後ラヂオ〜萌木学園放送部〜（2005年 - 2006年、コナミdbFM）
- MONTHLY TUESDAY（2005年、FM PORT）
- 緊急出動!クロウズヤードJ（2006年 - 2007年、アキバ系BBチャンネル）
- はばたけ!スカイガールズ ラジオ（2007年 - 2008年、音泉）
- RG RADIO（2007年ゲストパーソナリティ#13・14、音泉）
- 後藤沙緒里のいろはにほへと（2008年 - 2012年、声優アニメイト）

2010年代
- デジたる☆マジかる☆マネーじめんと!（2012年 - 2013年、超!A&G+）
- 【ガールズ落語ラジオ】じょしらじ（2012年、不定期パーソナリティ、音泉）
- わんおふ らじお -one off radio-（2012年 - 2013年、HiBiKi Radio Station）
- 2.5次元らじお（2013年、公式サイト内※）
- 華劇ラヂヲ（2014年、funラジオ※）
- 後藤沙緒里と喜多村英梨のSEラジオ（2015年 - 2016年、HiBiKi Radio Station）

### ラジオCD
2000年代
- airyth internet radio offline ver. 〜30分番組へのチャレンジ〜（2004年）
- airyth internet radio offline ver.2.0 〜更なるチャレンジ〜（2005年）
- ラジオCD 後藤沙緒里の緑のささやき!!（2005年）
- 卒業〜舞散る桜は百合の香り〜（2007年、第41・42回ゲスト）
- ラジオCD「はばたけ!スカイガールズ ラジオ」Vol.1、2（2008年）
- とらドラ! DJCD Vol.1（2009年）
- TVアニメーション「初恋限定。」WEBラジオCD DJCD 恋彩限定。-コ・イ・イ・ロ リミテッド-（2009年9月18日）
- さよなら絶望放送 第七巻、特別版（2009年 - 2010年）

2010年代
- STEINS;GATE Original Soundtrack+ラジオCD（仮）（2010年）
- TVアニメ「シュタインズ・ゲート」Blu-ray Vol.7 初回限定版特典CD「未来ガジェットコンパクトディスク7号」（2011年12月21日）
- ラジオCD 【ガールズ落語ラジオ】じょしらじ 其之壱・弐（2012年 - 2013年）
- 喜多村英梨と後藤沙緒里のデジたる☆マジかる☆マネーじめんと! Live ver.（2012年9月19日）
- アニメ「じょしらく」ブルーレイBOX特典DVD-ROM じょしらじ新規録り下ろし「敷居風呂」（2015年）
- TVアニメ「下ネタという概念が存在しない退屈な世界」ラジオCD（2015年）
- ラジオCD「後藤沙緒里と喜多村英梨のSEラジオ」Vol.1（2016年6月29日）

### ラジオドラマ
- オーロラ戦隊プリズム騎士（2007年、コーラルナイト / 城島桃花）
- ときメモ!（2008年、姫倉千草）
- 悠幻の学び舎〜いもうと学園〜（2008年、桃源花子）
- ELEMENT GIRLS 元素周期 萌えて覚える化学の基本（2009年、ネオジム、プロメチウム、バナジウム）
- 華劇（2011年、桟木樹子）

### デジタルコミック
- VOMIC ロッキン★ヘブン（2008年、小西紗智）
- さくらふる彼（坂井藤乃）
- よしわら花おぼろ（明里）

### オリジナルビデオ
- 硝子のファンタジア（2006年、アリア）

### テレビ番組
- GATV（2004年 - 2005年）
- アキハバラ情報局 with GATV（2005年）
- NaturalVoice〜81Room〜（2009年 - 2013年、アイドル専門チャンネルPigoo）
- MAG・ネット（2010年 - 2013年、声：蝶伝寺ねね）
- ラブトピア（2013年、声：のぞみ、千秋）
- Eテレタイムマシン（2023年 - ）ナレーション

### Web番組
- 女子落語協会一門の女子トーーーク!（2012年、ニコニコ生放送）

### 映像商品
2004年
- GATV DVD（8月11日）
- えんじぇりっく玉手箱〜略してエンタマ！〜（10月23日）
- 帰ってきたGATV DVD（12月26日）

2005年
- GATV DVD グレート（8月12日）
- こいこい7 DVD第四、六、七巻（2005年 - 2006年、声優顔出し企画＆初回限定版特典「イベントDVD」）

2006年
- さよなら GATV DVD（4月28日）
- 落語天女おゆい DVD第一、二巻（映像特典）

2010年
- Natural Voice〜81Room〜（5月2日）

2011年
- Natural Voice〜81Room〜 加藤英美里

後藤沙緒里の北海道2人旅編（2月24日）
- Live5pb.2010@JCB Hall（4月27日）

2012年
- Natural Voice〜81Room〜 加藤英美里と後藤沙緒里の2人旅 沖縄竹富島編（4月21日）

2013年
- 2.5次元らじお 仲良し三人組が不思議の部屋に迷い込んだら…（6月28日）
- Natural Voice〜81Room〜 加藤英美里と後藤沙緒里の2人旅 三重伊勢編（11月14日）
- PS Vita版『STEINS;GATE 線形拘束のフェノグラム』限定版特典映像DVD「4℃のから騒ぎ」

2015年
- アニメ「じょしらく」ブルーレイBOX特典BD 女子落語協会一門の女子トーーーク!「特別編」（8月12日）

### 舞台
- 大井町クリームソーダ presents VOL.11 "STORY!"「巡愛奇譚」（2018年、高嶺愛）
- 朗読劇「森の音楽家クラムベリー外伝 魔法少女育成計画 unripe duet」（2023年1月28日、カプ・チーノ）

### その他コンテンツ
- Gamers Guardian Fairies（町田店守護妖精・オニキス、札幌店守護妖精・真珠）
- ギャラクシーエンジェル デスクトップアクセサリー3（烏丸ちとせ）
- Type:YOU TYPE08 後藤沙緒里モデル
- ASMR『おしごとねいろ 〜幽霊編〜』（2021年、杏沙子）
- 【私立グリモワール魔法学園】香ノ葉ASMR～火照る体を鎮めて!～（2023年、白藤香ノ葉）
- 【ブルーアーカイブ】ウイASMR〜囁きすらも届く位置で〜（2023年、ウイ）

## ディスコグラフィ

### シングル
|     | 発売日        | タイトル  | 型番    | オリコン 最高位 |
| --- | ------------- | --------- | ------- | --------------- |
| 1st | 2007年9月19日 | True Blue | GFCA-55 | 83位            |

### アルバム

#### オリジナルアルバム
|     | 発売日        | タイトル     | 型番    | オリコン 最高位 |
| --- | ------------- | ------------ | ------- | --------------- |
| 1st | 2005年8月24日 | f            | GFCA-7  |                 |
| 2nd | 2007年3月14日 | Bitter Sweet | GFCA-48 |                 |

#### ミニアルバム
|     | 発売日         | タイトル            | 型番      |
| --- | -------------- | ------------------- | --------- |
| 1st | 2005年1月28日  | Lip-Trip            | BRCF-3042 |
| 2nd | 2005年11月23日 | platinum            | GFCA-8    |
| 3rd | 2006年8月23日  | オリヒメ            | GFCA-47   |
| 4th | 2008年9月24日  | twinkle little star | GFCA-119  |

### 映像作品
|     | 発売日         | タイトル               | 型番   |
| --- | -------------- | ---------------------- | ------ |
| 1st | 2005年11月23日 | first date             | GFBA-4 |
| 2nd | 2006年11月22日 | オリヒメ -second date- | GFBA-7 |

### タイアップ曲
| 楽曲                          | タイアップ                                                        | 時期   |
| ----------------------------- | ----------------------------------------------------------------- | ------ |
| 君のカケラ                    | ゲーム『Twelve〜戦国封神伝〜』オープニングテーマ                  | 2005年 |
| dejavu                        | ゲーム『Twelve〜戦国封神伝〜』エンディングテーマ                  | 2005年 |
| Shooting Star〜願いをこめて〜 | OVA『スカイガールズ』エンディングテーマ                           | 2006年 |
| True Blue                     | テレビアニメ『スカイガールズ』前期エンディングテーマ              | 2007年 |
| 5th dimension love            | WEBラジオ『ときメモ!ラジオ ゆめぎの高校放送室』エンディングテーマ | 2008年 |

### 歌手参加楽曲
| 発売日        | 商品名                                          | 歌         | 楽曲                                 | 備考                                                       |
| ------------- | ----------------------------------------------- | ---------- | ------------------------------------ | ---------------------------------------------------------- |
| 2005年8月24日 | Twelve 戦国封神伝〜オリジナルサウンドトラック〜 | 後藤沙緒里 | 「君のカケラ（アレンジバージョン）」 | ゲーム『Twelve〜戦国封神伝〜』オープニングテーマアレンジ版 |

### キャラクターソング
| 発売日   | 商品名                                                                    | 歌 | 楽曲                                                                   | 備考                                                                                        |        |
| 2002年   | 2002年                                                                    | 2002年 | 2002年                                                                 | 2002年                                                                                      | 2002年 |
| -------- | ------------------------------------------------------------------------- | --- | ---------------------------------------------------------------------- | ------------------------------------------------------------------------------------------- | ------ |
| 10月27日 | Go! Go! Fairies                                                           | G.G.F. | 「Go! Go! Fairies」 「Welcome!」                                       |                                                                                             |        |
| 12月29日 | Fairies' Day Off!!                                                        | G.G.F. | 「Fairies' Day Off!!」 「G・G・F!（a.k.a. D・U・P!）」 「My Dear...」  |                                                                                             |        |
| 2003年   |                                                                           | |                                                                        |                                                                                             |        |
| 6月6日   | Rainbow☆ドリーム                                                          | 廣田詩夢、杉本紗貴子、竹中愛子、後藤沙緒里 | 「Never give up!」                                                     |                                                                                             |        |
| 2004年   |                                                                           | |                                                                        |                                                                                             |        |
| 2月25日  | GALAXY ANGEL CHARACTER FILE SELECTION -ANGEL CHARGE-                      | エンジェル隊 | 「b-b-LOVE!」 「セシルの朝」                                           | テレビアニメ『ギャクシーエンジェル』関連曲                                                  |        |
| 2月25日  | GALAXY ANGEL CHARACTER FILE SELECTION -ANGEL CHARGE-                      | 烏丸ちとせ（後藤沙緖里） | 「花いろ日記」                                                         | テレビアニメ『ギャクシーエンジェル』関連曲                                                  |        |
| 4月23日  | GALAXY ANGEL Duet1 ミルフィーユ&ちとせ                                    | ミルフィーユ・桜葉（新谷良子）、烏丸ちとせ（後藤沙緖里） | 「笑顔にGet on!」 「LOVE FROM SPACE」 「カラフル銀河」                 | テレビアニメ『ギャクシーエンジェル』関連曲                                                  |        |
| 7月23日  | エンジェル★ろっけんろー                                                   | エンジェル隊 | 「エンジェル★ろっけんろー」                                            | テレビアニメ『ギャクシーエンジェル 第4期』オープニングテーマ                                |        |
| 7月23日  | エンジェル★ろっけんろー                                                   | ミルフィーユ・桜葉（新谷良子）、烏丸ちとせ（後藤沙緖里） | 「Jelly Beans」                                                        | テレビアニメ『ギャクシーエンジェル 第4期』エンディングテーマ                                |        |
| 7月23日  | フルフル銀河                                                              | エンジェル隊 | 「フルフル銀河」                                                       | テレビアニメ『ギャクシーエンジェル』関連曲                                                  |        |
| 8月27日  | GALAXY ANGEL キャラクターファイル6 烏丸ちとせ                             | 烏丸ちとせ（後藤沙緖里） | 「サンデー・ホリデー」 「6番目の天使 〜CHITOSE〜」 「Let me fly away」 | テレビアニメ『ギャクシーエンジェル』関連曲                                                  |        |
| 11月21日 | GALAXY ANGEL X'mas CD 2004 MIRACLE X'MAS                                  | 烏丸ちとせ（後藤沙緖里） | 「思い出クリスマス」                                                   | テレビアニメ『ギャクシーエンジェル』関連曲                                                  |        |
| 11月21日 | GALAXY ANGEL X'mas CD 2004 MIRACLE X'MAS                                  | エンジェル隊 | 「ミラクルガール☆エンジェル隊」                                        | テレビアニメ『ギャクシーエンジェル』関連曲                                                  |        |
| 2005年   |                                                                           | |                                                                        |                                                                                             |        |
| 3月30日  | SUPER LOVE                                                                | こいこい7 | 「SUPER LOVE」                                                         | テレビアニメ『こいこい7』オープニングテーマ                                                 |        |
| 3月30日  | SUPER LOVE                                                                | こいこい7 | 「SUPER LOVE（Megalomaniamix）」                                       | テレビアニメ『こいこい7』関連曲                                                             |        |
| 4月27日  | 約束                                                                      | 飛鳥ヤヨイ（後藤沙緖里） | 「約束」                                                               | テレビアニメ『こいこい7』関連曲                                                             |        |
| 7月13日  | カラフル                                                                  | 飛鳥ヤヨイ（後藤沙緖里） | 「カラフル」 「Angel Sign」                                            | テレビアニメ『こいこい7』関連曲                                                             |        |
| 8月24日  | 「こいこい7」ソング集 パラダイス                                          | こいこい7 | 「パイナップル☆サマー」                                                | テレビアニメ『こいこい7』関連曲                                                             |        |
| 8月26日  | GALAXY ANGEL 毎月CD 6/6 Always Together                                   | 烏丸ちとせ（後藤沙緖里） | 「Always Together」                                                    | テレビアニメ『ギャラクシーエンジェル』関連曲                                                |        |
| 8月26日  | GALAXY ANGEL Duet Album -ANGEL SHAKE-                                     | ミルフィーユ・桜葉（新谷良子）、烏丸ちとせ（後藤沙緖里） | 「正しい笑顔の回復法」 「Yes Let's!」                                  | テレビアニメ『ギャラクシーエンジェル』関連曲                                                |        |
| 9月21日  | まんすりぃ 萌音〜ノスタルジィ〜                                           | 松浦萌（後藤沙緖里） | 「涙を見せないで -Boys Don't Cry-」 「Say Yes!」                       | ドラマCD『まんすりぃ 萌音』テーマソング                                                     |        |
| 12月21日 | まんすりぃ 萌音 ぼーかるこれくしょんVol.1                                 | 松浦萌（後藤沙緖里） | 「雪にかいたLOVE LETTER」 「バレンタイン・キッス」 「17才」            | ドラマCD『まんすりぃ 萌音』テーマソング                                                     |        |
| 2006年   |                                                                           | |                                                                        |                                                                                             |        |
| 2月22日  | まんすりぃ 萌音 ぼーかるこれくしょんVol.2                                 | 松浦萌（後藤沙緖里） | 「卒業」 「はいからさんが通る」 「MY GRADUATION」                      | ドラマCD『まんすりぃ 萌音』テーマソング                                                     |        |
| 2月24日  | GALAXY ANGEL II&I デュエットCD6 カズヤ・シラナミ＆烏丸ちとせ              | カズヤ・シラナミ（小田久史）、烏丸ちとせ（後藤沙緖里） | 「カズヤとちとせのデュワーなレビュー」 「Party's Party」               | テレビアニメ『ギャラクシーエンジェルX』関連曲                                               |        |
| 3月8日   | 落語天女おゆい キャラクターソングス                                       | 月島唯（後藤沙緖里） | 「sweet my darlin」 「Fly High」                                       | テレビアニメ『落語天女おゆい』関連曲                                                        |        |
| 8月25日  | GALAXY ANGEL II&I デュエットアルバム ANGEL CALL                           | ムーンエンジェル隊 | 「羽を休める天使たち」                                                 | テレビアニメ『ギャラクシーエンジェル』関連曲                                                |        |
| 10月27日 | pop'n music 14 FEVER! AC? CS pop'n music 12 いろは&13 カーニバル          | みここ（後藤沙緖里） | 「オヤシロのムスメ」                                                   | ゲーム『pop'n music 12 いろは』劇中歌                                                       |        |
| 12月15日 | STAR☆REMIND                                                               | チャイカ（後藤沙緖里）、カエデ（相沢舞） | 「STAR☆REMIND」                                                        | ラジオドラマ『緊急出動!クロウズヤードJ』オープニングテーマ                                  |        |
| 12月15日 | STAR☆REMIND                                                               | チャイカ（後藤沙緖里）、カエデ（相沢舞） | 「Sugar+Maple=!」                                                      | ラジオドラマ『緊急出動!クロウズヤードJ』エンディングテーマ                                  |        |
| 2007年   |                                                                           | |                                                                        |                                                                                             |        |
| 5月25日  | PUZZLE                                                                    | ルゥ・リルリ（後藤沙緖里） | 「PUZZLE」                                                             | テレビアニメ『獣装機攻ダンクーガノヴァ』関連曲                                              |        |
| 10月26日 | we wish…                                                                  | 烏丸ちとせ（後藤沙緖里） | 「we wish…」                                                           | ゲーム『GALAXY ANGEL II 無限回廊の鍵』第2章エンディングテーマ                               |        |
| 12月12日 | スカイガールズ キャラクターミニアルバム2 園宮可憐＆一条瑛花               | 園宮可憐（後藤沙緖里） | 「不思議なシエスタ」 「Sweet Revolution」 「恋のはがゆさ」             | テレビアニメ『スカイガールズ』関連曲                                                        |        |
| 2008年   |                                                                           | |                                                                        |                                                                                             |        |
| 1月23日  | スカイガールズ キャラクターベストアルバム                                 | 園宮可憐（後藤沙緖里） | 「明日へ繋がる空」                                                     | テレビアニメ『スカイガールズ』関連曲                                                        |        |
| 4月23日  | みなみけ びより                                                           | リコ（高梁碧）、ケイコ（後藤沙緖里） | 「ヒビ×ヒビ＝ハピネス」                                                | テレビアニメ『みなみけ』関連曲                                                              |        |
| 11月26日 | Eternal Love大全集（永）                                                  | ムーンエンジェル隊 | 「Eternal Love（ムーンエンジェル隊Ver.）」                             |                                                                                             |        |
| 2009年   |                                                                           | |                                                                        |                                                                                             |        |
| 1月7日   | もうひとつの愛し方                                                        | 烏丸ちとせ（後藤沙緖里） | 「もうひとつの愛し方」                                                 | ゲーム『GALAXY ANGEL II 永劫回帰の刻』第7章MAヒロインエンディングテーマ                     |        |
| 7月23日  | みなみけ きゃらくたーそんぐべすとあるばむ                                 | 南夏奈（井上麻里奈）、ケイコ（後藤沙緖里）、リコ（高梁碧） | 「ナンダカンダDE♡」                                                    | テレビアニメ『みなみけ』関連曲                                                              |        |
| 8月5日   | 初恋限定。 Character File Vol.4                                           | 安藤そあこ（後藤沙緖里） | 「time slip」                                                          | OVA『限定少女。』関連曲                                                                     |        |
| 8月26日  | Aggressive zone                                                           | ニードレス★ガールズ+ | 「Aggressive zone」                                                    | テレビアニメ『NEEDLESS』前期エンディングテーマ                                              |        |
| 8月26日  | Aggressive zone                                                           | ニードレス★ガールズ+ | 「Aggressive zone（Crystal Blue Sky Remix）」                          | テレビアニメ『NEEDLESS』関連曲                                                              |        |
| 8月26日  | Aggressive zone                                                           | ニードレス★ガールズ+ | 「あまくてまるいあした」                                               | テレビアニメ『NEEDLESS』関連曲                                                              |        |
| 9月9日   | CHARACTERS LOVE MISSION                                                   | セツナ（後藤沙緖里） | 「砂に落ちた涙」                                                       | テレビアニメ『NEEDLESS』関連曲                                                              |        |
| 9月30日  | 絶望歌謡大全集2                                                           | 加賀愛（後藤沙緖里） | 「灰かぶりの少女」                                                     | テレビアニメ『懺・さよなら絶望先生』関連曲                                                  |        |
| 11月11日 | WANTED! for the love                                                      | ニードレス★ガールズ+ | 「WANTED! for the love」                                               | テレビアニメ『NEEDLESS』後期エンディングテーマ                                              |        |
| 11月11日 | WANTED! for the love                                                      | ニードレス★ガールズ+ | 「WANTED! for the love〜House in the meee!mix〜」                      |                                                                                             |        |
| 2010年   |                                                                           | |                                                                        |                                                                                             |        |
| 7月21日  | りある_りあるが_あんりある                                                | 蝶伝寺さすけ（小野大輔）、蝶伝寺ねね（後藤沙緖里） | 「りある_りあるが_あんりある」                                         | テレビ番組『MAG・ネット〜マンガ・アニメ・ゲームのゲンバ〜』2010・2011年度オープニングテーマ |        |
| 7月21日  | りある_りあるが_あんりある                                                | 蝶伝寺さすけ（小野大輔）、蝶伝寺ねね（後藤沙緖里） | 「少年少女達成団」                                                     | テレビ番組『MAG・ネット〜マンガ・アニメ・ゲームのゲンバ〜』2010・2011年度エンディングテーマ |        |
| 10月20日 | STEINS;GATE オーディオシリーズ☆ラボメンナンバー005☆桐生萌郁               | 桐生萌郁（後藤沙緖里） | 「To Be Loved」                                                        | ゲーム『STEINS;GATE』関連曲                                                                 |        |
| 12月8日  | 百花繚乱 サムライガールズ CHARACTER SONGステーション -SAMURAI THE SHOW!!- | 服部半蔵（後藤沙緖里） | 「激しい夜の激しい命」                                                 | テレビアニメ『百花繚乱 サムライガールズ』関連曲                                             |        |
| 2012年   |                                                                           | |                                                                        |                                                                                             |        |
| 7月24日  | シンデレラブレイド Big Bonus Music                                        | ネモフィラ（米澤円）、アテナ（赤﨑千夏）、レイラ（後藤沙緖里）、マリア（大久保瑠美）、リリス（恒松あゆみ） | 「シンデレラ・ガール」                                                 | CR『シンデレラブレイド』テーマソング                                                        |        |
| 8月15日  | お後がよろしくって…よ!                                                    | 極♨落女会 | 「お後がよろしくって…よ!」                                             | テレビアニメ『じょしらく』オープニングテーマ                                                |        |
| 8月15日  | お後がよろしくって…よ!                                                    | 極♨落女会 | 「れんあいこわい」                                                     | テレビアニメ『じょしらく』関連曲                                                            |        |
| 12月29日 | わんおふ -one off- オリジナルサウンドトラック                             | ポコ・ア・ポコ featuring マロ（儀武ゆう子） | 「メモリーズ〜ポコ・ア・ポコver.〜」                                   | OVA『わんおふ -one off-』挿入歌                                                             |        |
| 2013年   |                                                                           | |                                                                        |                                                                                             |        |
| 2月13日  | Fighting Dreamer/闇夜は乙女を花にする                                     | 焔（喜多村英梨）、詠（茅野愛衣）、日影（白石涼子）、未来（後藤沙緖里）、春花（豊口めぐみ） | 「闇夜は乙女を花にする」                                               | テレビアニメ『閃乱カグラ』2ndエンディングテーマ                                             |        |
| 2月27日  | じょしらく キャラクターソング「溜息通り交差点」                           | 暗落亭苦来（後藤沙緖里） | 「溜息通り交差点」                                                     | テレビアニメ『じょしらく』関連曲                                                            |        |
| 4月24日  | みなみけのみなうた                                                        | みなみけのみなさん | 「みなうた」                                                           | テレビアニメ『みなみけ ただいま』関連曲                                                     |        |
| 4月24日  | みなみけのみなうた                                                        | ケイコ（後藤沙緖里） | 「そういうお約束…？」                                                  | テレビアニメ『みなみけ ただいま』関連曲                                                     |        |
| 5月12日  | じょしらく キャラクターソング「Never Give Up」                            | 極♨落女会 | 「Never Give Up」 「地獄の牛丼」                                       | テレビアニメ『じょしらく』関連曲                                                            |        |
| 10月16日 | プリティーリズム・レインボーライブ〜プリズム☆ソロコレクション〜           | 小鳥遊おとは（後藤沙緖里） | 「Vanity♥colon」                                                       | テレビアニメ『プリティーリズム・レインボーライブ』挿入歌                                    |        |
| 12月18日 | プリティーリズム・レインボーライブ〜プリズム☆ユニットコレクション〜       | ベルローズ | 「Rosette Nebula」                                                     | テレビアニメ『プリティーリズム・レインボーライブ』挿入歌                                    |        |
| 12月29日 | CR百花繚乱 サムライガールズ オリジナルサウンドトラック                    | 服部半蔵（後藤沙緖里） | 「純情、赤裸々に…」                                                    | パチンコ『CR百花繚乱 サムライガールズ』関連曲                                               |        |
| 2014年   |                                                                           | |                                                                        |                                                                                             |        |
| 2月19日  | プリティーリズム・レインボーライブ〜プリズム☆デュオコレクション〜         | 涼野いと（小松未可子）、小鳥遊おとは（後藤沙緖里） | 「ALIVE」                                                              | テレビアニメ『プリティーリズム・レインボーライブ』挿入歌                                    |        |
| 3月27日  | ゴールデンタイム Vivid Memories プレミアムCD                              | さおちゃん（後藤沙緒里） | 「いいんじゃない？（さおちゃんver.）」                                 | ゲーム『ゴールデンタイム Vivid Memories』エンディング曲                                     |        |
| 3月27日  | ゴールデンタイム Vivid Memories プレミアムCD                              | さおちゃん（後藤沙緒里）、しーちゃん（伊藤静） | 「いいんじゃない？（さおちゃん＆しーちゃんver.）」                     | ゲーム『ゴールデンタイム Vivid Memories』エンディング曲                                     |        |
| 3月27日  | ゴールデンタイム Vivid Memories プレミアムCD                              | 多田万里（古川慎）、さおちゃん（後藤沙緒里）、しーちゃん（伊藤静） | 「いいんじゃない？（万里＆さおちゃん＆しーちゃんver.）」               | ゲーム『ゴールデンタイム Vivid Memories』エンディング曲                                     |        |
| 5月28日  | ロボットガールズZ Song Album 1                                            | キングダンX10（後藤沙緖里） | 「ナキムシPowerful Girl」                                              | テレビアニメ『ロボットガールズZ』関連曲                                                     |        |
| 2015年   |                                                                           | |                                                                        |                                                                                             |        |
| 1月21日  | ガールフレンド（仮） BD・DVD第1巻特典CD                                   | にゅーろん★くりぃむそふと | 「楽しきトキメキ」                                                     | テレビアニメ『ガールフレンド（仮）』オープニングテーマ                                      |        |
| 1月21日  | ガールフレンド（仮） BD・DVD第1巻特典CD                                   | にゅーろん★くりぃむそふと | 「進化系Girl」                                                         | テレビアニメ『ガールフレンド（仮）』第9話エンディングテーマ                                 |        |
| 9月30日  | 下ネタという概念が存在しない退屈な世界 BD・DVD第2巻特典CD                 | 不破氷菓（後藤沙緖里） | 「db」                                                                 | テレビアニメ『下ネタという概念が存在しない退屈な世界』関連曲                                |        |
| 2017年   |                                                                           | |                                                                        |                                                                                             |        |
| 3月15日  | ガールフレンド（仮） キャラクターソングシリーズ Vol.03                    | 黒川凪子（後藤沙緖里） | 「Nothing Funny at all」                                               | ゲーム『ガールフレンド（♪）』関連曲                                                         |        |
| 3月15日  | ガールフレンド（仮） キャラクターソングシリーズ Vol.03                    | にゅーろん★くりぃむそふと | 「HAJIけてシナプス☆シナモンロール」                                    | Webアニメ『ガールフレンド（♪）』エンディングテーマ                                          |        |
| 2018年   |                                                                           | |                                                                        |                                                                                             |        |
| 2月14日  | むにゃむにゃゲッチュー恋吹雪！                                            | にゅーろん★くりぃむそふと | 「むにゃむにゃゲッチュー恋吹雪！」                                     | ゲーム『ガールフレンド（仮）』関連曲                                                        |        |
| 2019年   |                                                                           | |                                                                        |                                                                                             |        |
| 8月      | [ 注 5 ]                                                                  | 白藤香ノ葉（後藤沙緒里） | 「Darling…」                                                           | ゲーム『グリモアA〜私立グリモワール魔法学園〜』関連曲                                       |        |
| 2020年   |                                                                           | |                                                                        |                                                                                             |        |
| 12月23日 | 荒野のコトブキ飛行隊 大空のテイクオフガールズ！ チームソングミニアルバム  | ムラクモ空賊団 | 「繚乱天華」                                                           | ゲーム『荒野のコトブキ飛行隊 大空のテイクオフガールズ!』関連曲                              |        |
| 2023年   |                                                                           | |                                                                        |                                                                                             |        |
| 7月      | ワンダー・ファニー・ハーモニー                                            | サクラコ（加隈亜衣）、ヒナタ（日高里菜）、マリー（小澤亜李）、ウイ（後藤沙緒里）、シミコ（富田美憂）、ヒフミ（本渡楓）、アズサ（種田梨沙）、ハナコ（豊田萌絵）、コハル（赤尾ひかる）、ミカ（東山奈央）、ツルギ（小林ゆう）、イチカ（鷲見友美ジェナ） | 「ワンダー・ファニー・ハーモニー」                                     | Webアニメ『ブルーアーカイブ 2.5周年記念ショートアニメーション』主題歌                       |        |

### その他参加楽曲
| 発売日         | 商品名                                                           | 歌                         | 楽曲 | 備考                                                      |
| -------------- | ---------------------------------------------------------------- | -------------------------- | --- | --------------------------------------------------------- |
| 2010年10月27日 | チャージマン研! Tribute to Soundtracks 公式サウンドトラックVol.1 | 大槻ケンヂ feat.後藤沙緒里 | 「チャージマン研！〜COVER〜」 | テレビアニメ『チャージマン研!』オープニングテーマカバー曲 |
| 2011年5月19日  | 「真・週刊コミックTV+」コミソンCD 81プロデュースVer.             | 後藤沙緒里                 | 「さくらふる彼」 | デジタルコミック『さくらふる彼』主題歌                    |
| 2012年1月21日  | 鬼墓村の手毬歌                                                   | 特撮、後藤沙緒里           | 「鬼墓村の手毬歌」 |                                                           |
| 2012年2月8日   | 新・百歌声爛II 女性声優編                                        | 後藤沙緒里                 | 「じゃじゃ馬にさせないで」 「ときめきの導火線」 「恋路ロマネスク」 「チェッ!チェッ!チェッ!」 「テレポーテーション-恋の未確認-」 「四方八方肘鉄砲」 「輪舞-revolution」 「Touch and Go!!」 「でてこい とびきりZENKAIパワー!」 「ルージュになりたい」 |                                                           |
| 2016年2月3日   | ウインカー                                                       | 特撮、後藤沙緒里           | 「富津へ」 |                                                           |

### 作詞を行った作品
- キミといる今（2005年）
- 月天心（2005年）
- おいで。（2006年）
- 最後に（2007年）
- あなたのとなり（2008年）

## その他
- 写真集「加藤英美里＆後藤沙緒里 沖縄よんな〜散歩」（2012年4月17日、竹書房）